# قالی رنگین‌کمان
قالی رنگین‌کمان کتابی از جعفر ابراهیمی است که در سال ۱۳۷۲ منتشر و در مراسم کتاب سال جمهوری اسلامی ایران به‌عنوان کتاب برگزیده معرفی شد.